# Pecúnia constituta
En el dret romà s'anomena pecúnia constituta aquella convenció o pacte pretori pel qual una persona es comprometia a satisfer un deute ja existent, fos propi o aliè, en una data determinada.
A diferència del constitutum debitii, el qual constituïa una promesa informal de complir amb el pagament del deute en un termini, la pecúnia constituta protegeix en major mesura els interessos del creditor: en cas d'incompliment d'aquesta el jutge s'encarregava d'avaluar els danys i perjudicis que el retard del pagament hagués causat al creditor. El jutge tenia una considerable llibertat en la determinació de la quantitat deguda.